# Fanny Churberg
Fanny Maria Churberg, född 12 december 1845 i Nikolaistad (Vasa), död 10 maj 1892 i Helsingfors, var en finländsk svenskspråkig konstnär.
Churberg studerade 1865–1866 under Selma Schaeffer och Alexandra Frosterus-Såltin och 1866–1867 under Emma Gyldén och Berndt Lindholm. Därefter studerade hon i fyra omgångar i Düsseldorf under Carl Ludwig 1867–1868 och 1871–1874, och därefter ett år i Paris, där hon tog starkt intryck av Gustave Courbet samt landskapsmålarna Camille Corot, Théodore Rousseau och Charles-François Daubigny. Hennes första utställning ägde rum 1869.

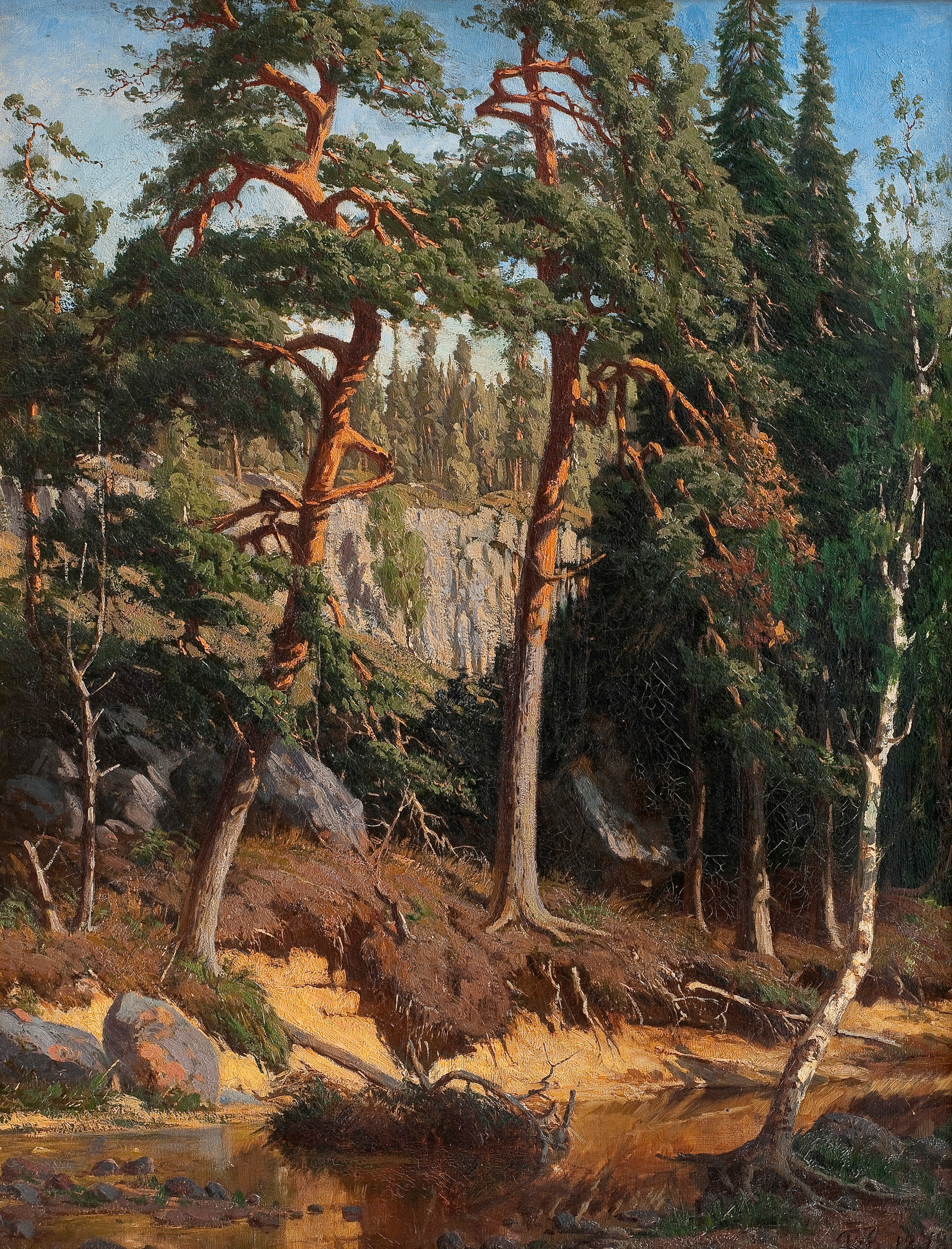
Churbergs I skogen, 1878.

Hennes landskap och skogsinteriörer vittnar om ett kraftigt, dramatiskt temperament med utpräglad känsla för koloristiska verkningar, och hon gjorde genom sina originella och färgkraftiga landskapsmålningar en betydelsefull insats inom finländskt måleri. Hon målade åren 1875–1877 även stilleben. På grund av sjukdom och samtidens oförstående avslutade hon sin målarbana redan i slutet av 1870-talet, och gjorde istället ett viktigt arbete för finskt konsthantverk, där hon ivrade för allmogemönstrens användande i textilkonsten. Churberg är representerad vid bland annat Nationalmuseum.
Churberg tilldelades Finska Konstföreningen dukatpris 1879.
Fanny Churberg ligger begravd på Sandudds begravningsplats, gamla området.